# Chronik von Seert
Die Chronik von Seert (arabisch حوليات سعرد, auch: Se`ert, Siirt oder in Deutschland Söört) ist eine wahrscheinlich um 1036 entstandene christlich-arabische Chronik eines unbekannten Autors. Der Inhalt basiert auf verschiedenen syrischen Quellen, unter anderem auf einer Kirchengeschichte aus dem 7. Jahrhundert, verfasst von Daniel bar Maryam.
Der erste Teil des Texts wurde in einer Handschrift in Mosul überliefert.  Die für die Chronik namengebende Handschrift des zweiten Teils, die in der Klosterbibliothek von Seert (heute Siirt) entdeckt worden war, entging der Zerstörung des Klosters und gelangte in die Bibliothèque nationale de France.
Der erhaltene Teil der aus nestorianischer Sicht verfassten Chronik beschreibt die Zeit von 251 bis 422 sowie von 484 bis 650. Er enthält wichtige Informationen über die Situation der Christen im Sassanidenreich und die Christianisierung der Stadt Merw, gibt aber unter anderem auch Auskunft über die militärischen Operationen zur Zeit Schapurs I. und enthält einen Katalog der Schriften des Theodor von Mopsuestia.

## Ausgaben/Übersetzungen
- Addai Scher u. a. (Hrsg.): Patrologia Orientalis. Bd. IV.3, V.2, VII.2 und XIII.4. Paris 1908–19 (Text mit französischer Übersetzung; Textstellen werden nicht nach der Band-Paginierung zitiert, sondern nach der fortlaufenden Chronik-Paginierung, die in der Ausgabe zusätzlich in eckigen Klammern angegeben ist):
  - IV.3 (1908) S. 211–313 = Première partie, S. [1]–[103] (Übersetzung von Younés und Basile, revidiert von Jean Périer, Digitalisat, Digitalisat)
  - V.2 (1910) S. 217–344 = Première partie, S. [105]–[232] (Übersetzung von Pierre Dib, Digitalisat)
  - VII.2 (1911) S. 93–203 = Seconde partie, S. [1]–[111] (Übersetzung von Addaï Scher, Digitalisat, dasselbe Digitalisat)
  - XIII.4 (1919) S. 433–639 = Seconde partie, S. [113]–[319] (Übersetzung von Addaï Scher, Digitalisat)